# Claygate Ridge

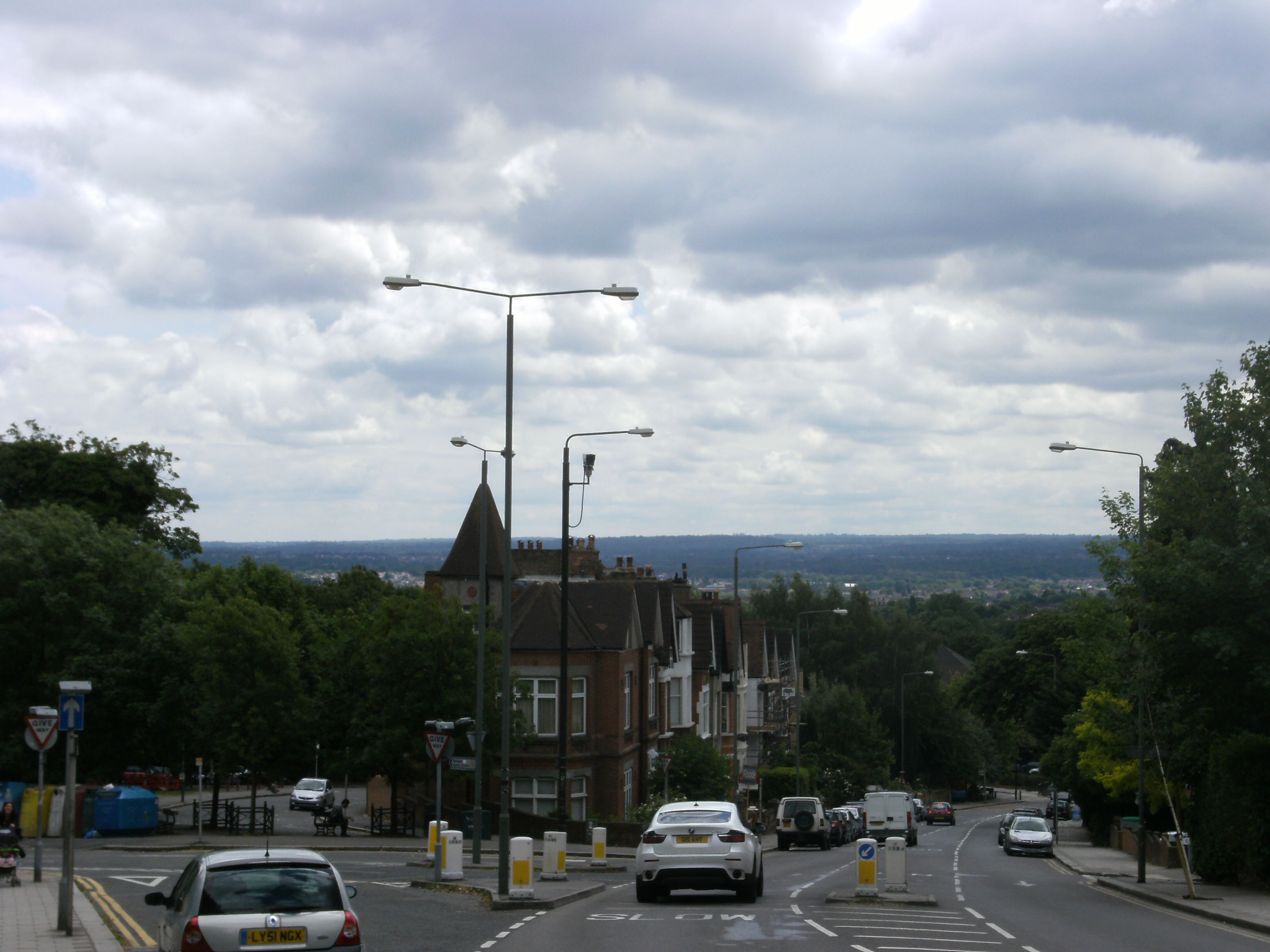
Blick von der Ostflanke des Höhenzuges, vom oberen Ende der Straße Anerly Hill (Crystal Palace) nach Südosten

Der Claygate Ridge ist ein markanter, Nordnordost-Südsüdwest orientierter Höhenzug in Süd-London, der größtenteils von den teils siltig-feinsandigen oberen Schichten des London Clay („Londoner Ton“), den Claygate Beds („Claygate-Schichten“), gebildet wird. Entlang seines Kammes verläuft die Grenze zwischen den Londoner Stadtbezirken Southwark und Lewisham bzw. Bromley.
Der Höhenzug erstreckt sich auf rund 6,5 Kilometern Länge von Forest Hill über Upper Sydenham (beides in Lewisham), East Dulwich (Southwark), Crystal Palace (u. a. Bromley) und Upper Norwood (Croydon). In seinen höchsten Kammlagen, die sich vor allem entlang der Straße Sydenham Hill in Upper Sydenham befinden, erreicht er eine Höhe von mehr als 100 Meter (330 Fuß) und erlaubt in Richtung Norden einen unverbauten Blick über die Themse-Niederung. Westlich des Rückens erstreckt sich die weite Niederung des River Wandle, und östlich die des Pool River.
Der Höhenzug wird von mehreren Eisenbahntunneln durchquert. Außerdem ist er Standort von zwei bekannten Sendetürmen, dem Sender Crystal Palace und dem Sender Croydon.